# Lagynodes pallidus
Lagynodes pallidus (лат.) — вид наездников из семейства Megaspilidae отряда Перепончатокрылые насекомые.

## Описание
Церафроноидные наездники длиной 1—2,5 мм. Длина переднеспинки меньше половины суммарной длины груди. Крылья развиты. Европа, Кавказ, Кыргызстан, Сибирь, Дальний Восток, Северная и Южная Америка. Мирмекофилы, обнаруживаются в муравейниках рыжих лесных муравьёв Formica (Formicidae).